# Булзештій-де-Сус
Булзештій-де-Сус (рум. Bulzeștii de Sus) — село у повіті Хунедоара в Румунії. Адміністративний центр комуни Булзештій-де-Сус.
Село розташоване на відстані 332 км на північний захід від Бухареста, 48 км на північ від Деви, 83 км на південний захід від Клуж-Напоки, 132 км на північний схід від Тімішоари.

## Населення
За даними перепису населення 2002 року у селі проживали 63 особи, усі — румуни. Усі жителі села рідною мовою назвали румунську.